# Die Puhdys kommen (1989)
Die Puhdys kommen ist ein Dokumentarfilm der Hochschule für Film und Fernsehen der DDR von Frank Ebert aus dem Jahr 1989.

## Handlung
Ein Roadie befindet sich mit einem LKW auf dem Weg zur Messehalle B auf dem Messegelände der Stadt Villingen-Schwenningen, um dort mit anderen die Technik für ein Konzert der DDR-Rockband Puhdys aufzubauen. Nach seiner Aussage ist diese Veranstaltung, welche dort bereits zum achten Mal stattfindet, von den in der Bundesrepublik stattfindenden Veranstaltungen das größte Ereignis im Jahr für die beteiligten Techniker und Musiker. Hier wird das komplette vorhandene Material an Lautsprecherboxen und Scheinwerfern benötigt. Die Freude, dort aufzutreten, ist bei allen Beteiligten groß, im ersten Jahr kamen 1300 und im Jahr 1987 waren es bereits 2800 Zuhörer, zu denen auch zwei Busse mit Fans aus der Schweiz gehörten.
Dieter Hertrampf, der, wie auch die anderen Bandmitglieder, mit dem eigenen Auto unterwegs ist, äußert sich zu den Unterschieden der Konzerte in den beiden Staaten, dass es grundsätzlich erst einmal keine gebe. Das Publikum sei aber jeweils ein anderes, denn die Besucher in der Bundesrepublik gäben viel mehr Geld dafür aus und wollten die Puhdys wirklich hören, während die Besucher in der DDR eigentlich nur kämen, um sich berieseln zu lassen, weil nichts anderes los sei. Unterwegs, auf einem Autobahnparkplatz, kommt es dann zu einem Treffen der Musiker mit den Mitgliedern eines Fanklubs aus Paderborn, die auch sofort entsprechende Spruchbänder ausrollen und den Titel Alt wie ein Baum singen. Die nächsten Kilometer fährt der Kameramann im Fanbus mit, befragt den Chef Hubert Bayer, der auch der Veranstalter für die Puhdys-Konzerte in Paderborn ist, und einzelne Fans, weshalb sie sie gerade die Musik der Puhdys mögen.
Auf dem Weg nach Villingen-Schwenningen fahren die Puhdys in München bei einer Schallplattenfirma vorbei, mit der sie in Zukunft zusammenarbeiten wollen. Hier geht es um Feinabstimmungen, denn die Firma soll eine neue Platte, die bei Amiga aufgenommen wurde, mischen, da sie über eine bessere Technik als das DDR-Musiklabel verfügt.
Dann ist das Ziel erreicht. Dieter Sirringhaus vom Veranstalter Stadtjugendpflege Villingen-Schwenningen erläutert, dass die Puhdys für ihren Aufwand, in seinen Augen, erschreckend weniger Geld nehmen als andere deutsche oder ausländische Bands. Für ihn rechnet sich ein Konzert der Gruppe immer, da es in dieser Zeit wichtig ist, auch mal wieder Gefühle zu spüren, die hier von der Bühne in den Saal getragen würden. Er ist sogar der Meinung, dass die Jugendlichen als andere Menschen nach Hause gingen. Er betont auch, keine deutsche oder auch englische Rockband zu kennen, die so viel Herzlichkeit ausstrahle und Nähe zum Publikum hätte wie sie. Diese Worte werden bei den wenigen Liedern, die zu hören und zu sehen sind, bestätigt.
Peter Meyer erzählt auf der Rückfahrt, dass es mit den Konzerten im Westen Deutschlands im Jahr 1976 in Hamburg angefangen hat. Es folgten mehrere Konzerte in der West-Berliner Waldbühne, mit jeweils 15.000 Zuhörern, in der Westfalenhalle Dortmund und in einigen kleineren Hallen. In Villingen-Schwenningen herrscht aber immer eine tolle Stimmung. Eine Steigerung der jetzigen Konzerte könnte nur noch eintreten, wenn die Gruppe auf dem Mond oder einem Stern im Weltraum oder gemeinsam mit den Rolling Stones in Peking spielen könnte.

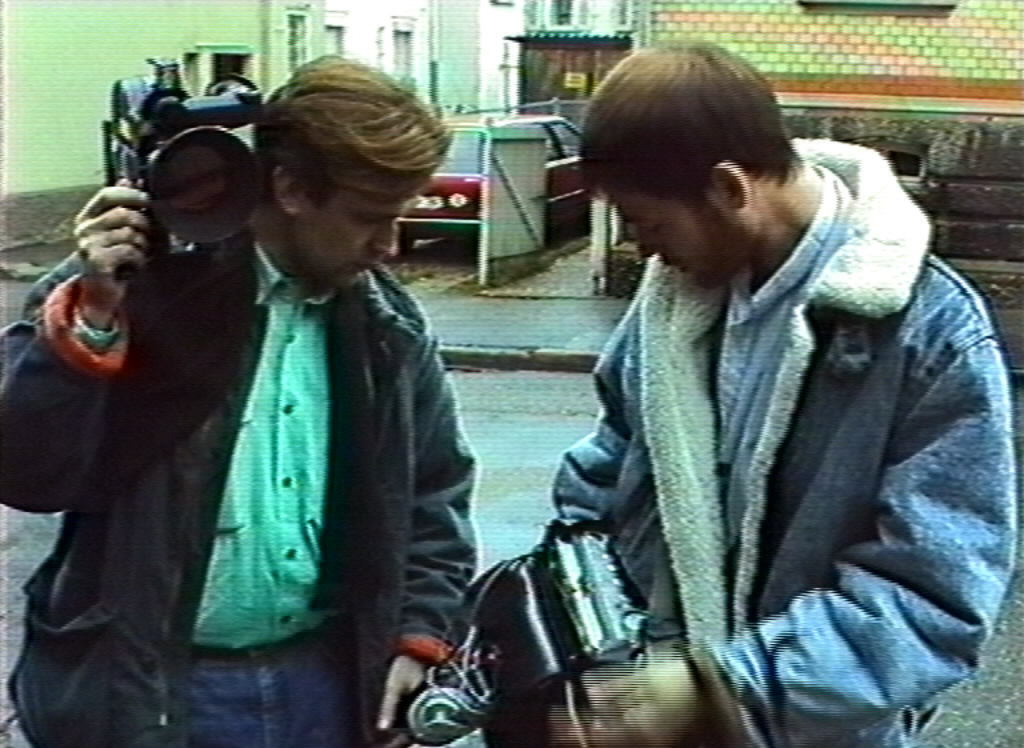
Filmteam von "Die Puhdys kommen"

## Produktion und Veröffentlichung
Die Dreharbeiten fanden lt. Vorspann vom 10. bis 12. Dezember 1988 im Raum Stuttgart und in München statt. Obwohl für den auf ORWO-Color gedrehten Film kein offizieller Erstaufführungstermin gefunden werden konnte, ist davon auszugehen, dass er in der Vergangenheit bereits irgendwo gespielt wurde. Bis sich ein früheres Datum findet, lege ich einfach den 27. Januar 2023 mit einer Aufführung im Berliner Kino Brotfabrik fest.